# Chen Bilan
Chen Bilan (chinois : 陳碧蘭 ; pinyin : Chén Bìlán) est une femme politique chinoise née en 1902 à Huangpi, dans la province du Hubei, et morte en 1987 à Hong Kong. Elle est une militante communiste de 1922 à 1929, puis elle devient l’une des dirigeantes du mouvement trotskyste chinois.Chen Bilan est la femme de Peng Shuzhi.

## Biographie
Chen Bilan est née à Huangpi dans une famille de lettrés et de propriétaires fonciers. Militante féministe, elle suit des études à l’École normale de jeunes filles du Hubei. Après un discours de Li Hanjun sur la condition féminine elle s'engage dans une voie plus radicale de révolutionnaire.
Elle a rejoint la Young Socialist League et le Parti communiste chinois en tant qu'étudiante à Wuhan en 1922. En 1924, elle a été choisie par le Comité central du Parti communiste chinois pour fréquenter l'Université des ouvriers de l'Est à Moscou. Elle retourne en Chine en août 1925. Elle prend part au soulèvement révolutionnaire de 1925-27, d'abord à Honan, puis, vers la fin de 1925, à Shanghai. D'octobre 1925 à avril 1927, elle fut membre du Comité permanent du Comité régional du PCC à Shanghai, secrétaire du bureau des femmes du comité régional et rédactrice en chef de Chung-kuo fu-nu (中國婦女, femmes de Chine). Elle a aidé à organiser la participation de l'Association des femmes de Shanghai à l'insurrection des travailleurs de Shanghai en mars 1927. Elle a quitté Shanghai pour assister à une conférence du parti à Wuhan quelques heures avant le massacre anticommuniste de Tchang Kaï-chek le 12 avril 1937, qui fait des milliers de morts.
En décembre 1929, Chen Bilan est l’un des 81 signataires du manifeste de l’Opposition (voir Peng Shuzhi). Aussitôt exclue du Parti, elle milite dans le mouvement trotskyste chinois dès sa fondation. Son appartement devient le lieu de rendez-vous des trotskystes et oppositionnels à l’intérieur du P.C.C. Pendant la captivité de Peng (de 1932 à 1937), Chen enseigne et collabore sous le pseudonyme de Chen Biyun à Dongfang zazhi (L’Orient). Ses articles sur la question féminine seront plus tard réédités en deux volumes.
Chen Bilan a été un membre fondateur du mouvement trotskyste chinois en 1929. Elle est l’un des 81 signataires du manifeste de l’Opposition, elle aussitôt exclue du Parti communiste. Elle a effectué un travail clandestin à Shanghai sous l'occupation japonaise pendant la guerre sino-japonaise (1937-1945). En 1946, elle a été élue au Bureau politique de la Ligue communiste de Chine, la section chinoise de la Quatrième Internationale. Elle a été rédactrice en chef du magazine New Voice de mai 1945 jusqu'à ce qu'elle et Peng Shuzhi soient forcés de s'exiler en décembre 1948, et à partir de ce moment jusqu'à sa mort, elle fut une dirigeante des trotskystes chinois en exil et de la Quatrième Internationale. Elle s'exile d'abord à Hong Kong, puis à Saïgon, avant de rejoindre définitivement l'Occident,.